# کودتای مه (لهستان)
کودتای مه (لهستانی:  Przewrót majowy or zamach majowy) کودتایی در دوران جمهوری دوم لهستان بود که به رهبری مارشال یوزف پیلسودسکی بین ۱۲ تا ۱۴ مه ۱۹۲۶ انجام شد. در نتیجه این کودتا دولت استانیسواو ویچخوفسکی که نخست‌وزیری آن را وینتسنتی ویتوس به عهده داشت سقوط کرد و دولت جدیدی به رهبری استاد دانشگاه لووف پلی‌تکنیک، پروفسور کازیمرز بارتل سر کار آمد.
علت این قیام تا حدی برآمده از وضعیت فوق‌العاده‌ای بود که خطرات نوینی را برای ثبات و استقلال لهستان به ثمر آورد. پیلسودسکی از معاهدات جدیدی که میان جمهوری وایمار آلمان-فرانسه (پیمان لوکارنو) و جمهوری وایمار آلمان-شوروی (معاهده برلین (۱۹۲۶)) بدون دعوت از نمایندگان لهستان منعقد شده بود احساس خطر می‌کرد.
پس از کودتا، ریاست جمهوری در ابتدا به پیلسودسکی پیشنهاد شد اما او به نفع ایگناتسی موچیتسکی کنار کشید. با این وجود پیلسودسکی تا پایان عمرش در سال ۱۹۳۵ مهم‌ترین سیاستمدار و قدرت پشت پرده لهستان باقی ماند.

## پیشینه
در نوامبر ۱۹۲۵ دولت تحت نخست‌وزیری ولادیسلاو گراپسکی سقوط کرد و الکساندر اسکشینسکی که حمایت حزب ناسیونال دموکرات و حزب سوسیالیست لهستان را با خود داشت به نخست‌وزیری رسید. در این دولت ژنرال لوتسیان ژلیگفسکی وزارت دفاع را عهده‌دار بود. مدتی بعد و با بیرون آمدن حزب سوسیالیست لهستان از این ائتلاف، نخست‌وزیری به وینتسنتی ویتوس رسید که از حمایت حزب مردم لهستان "پیاست" و اتحادیه مسیحی وحدت ملی (هی‌ینا-پیاست) برخوردار بود. دولت جدید حمایت مردمی بسیار اندکی داشت و اظهارات پیلسودسکی که تغییرات مکرر قدرت در سیم (مجلس لهستان) را مخرب و تنش‌زا دانست موقعیت را جهت کودتا فراهم می‌کرد.
جدا از مسائل داخلی در صحنه بین‌المللی نیز سیاست خارجه لهستان به شدت در اثر جنگ تجاری که از ۲۵ ژوئن با آلمان آغاز شده بود آسیب دیده بود. با امضا پیمان لوکارنو متفقین اروپایی جنگ جهانی اول و دولت‌های تازه تأسیس مرکز و شرق اروپا باید برای داشتن روابط عادی با آلمان مسائل مرزی خود را حل و فصل می‌کردند.

## کودتا
در روز ۱۰ مه ۱۹۲۶ ائتلاف جدیدی در مجلس شکل گرفت و در همان روز پیلسودسکی ضمن مصاحبه‌ای اعلام نمود آماده نبرد با شیاطین است و زندگی سیاسی را بهبود خواهد بخشید که باعث توقیف روزنامه از طرف دولت شد.
درر شب ۱۱ مه پادگان ورشو اعلام آماده باش نمود، تعدادی از واحدهای نظامی وارد شهر شدند و حمایت خود را از پیلسودسکی اعلام کردند. این نیروها در روز ۱۲ سپتامبر پل‌های بر روی رود ویستولا را اشغال نمودند و دولت وضعیت اضطراری اعلام نمود.
در ساعت ۱۷:۰۰ عصر پیلسودسکی با رئیس‌جمهور ویچخوفسکی بر روی پل پونیاتوفسکگو با هم دیدار کردند. پیلسودسکی از دولت تقاضا نمود تا استعفا دهد و رئیس‌جمهور از او خواست تا تسلیم گردد. با بی‌نتیجه بودن مذاکرات از ساعت ۱۹:۰۰ درگیری‌ها میان واحدهای طرفدار دو طرف آغاز گشت.
روز بعد دور دیگر مذاکرات با وساطت اسقف اعظم الکساندر کاکوفسکی و رئیس مجلس ماچی راتای آغاز گشت که باز هم بی‌نتیجه بود. در روز ۱۴ مه حزب سوسیالیست لهستان از شورشیان اعلام حمایت کرد و اعتصاب سراسری را آغاز نمود. این حزب که همراهی اتحادیه کارگران راه‌آهن را با خویش داشت توانست از توانست با اختلال در خطوط راه‌آهن از رسیدن نیروهای وفادار دولت به ورشو جلوگیری نماید.
با توجه به این وضعیت و جلوگیری از تبدیل وضعیت به یک جنگ داخلی دولت پذیرفت که استعفا دهد. در طول این درگیری‌ها ۲۱۵ سرباز، ۱۶۴ غیرنظامی کشته و ۹۰۰ نفر زخمی گشتند.
دولت جدید با نخست‌وزیری کازیمرز بارتل تشکیل گشت و پیلسودسکی وزیر دفاع شد. در ۳۱ مه، مجلس پیلسودسکی را به عنوان رئیس‌جمهور انتخاب نمود اما او انصراف داد و به جای او ایگناتسی موچیتسکی بر کرسی ریاست جمهوری رسید. پیلسودسکی اما در عمل قدرتی بسیار فراتر از آنچه که در قالب وزیر دفاع به او اعطا گشته بود را در دست داشت.

## نتایج
دولت بهبود که از ابزارهای اقتدارگرایی استفاده می‌نمود آنچه که بهبود روحیه ملی می‌نامید را آغاز کرد و تا سال ۱۹۳۹ بر قدرت بود. پیلسودسکی علی‌رغم آنکه تا زمان مرگش در ۱۹۳۵ برترین چهره فضای سیاسی لهستان بود اما به صورت رسمی جز دو دوره کوتاه نخست‌وزیری در در ۲۸–۱۹۲۶ و ۱۹۳۰ بیشتر اوقات نقش وزیر دفاع و بازرس کل نیروهای نظامی را به عهده داشت.
تصویب قانون اساسی جدید لهستان در ۱۹۳۵ (قانون اساسی آوریل) که شاخصه‌های مورد نظر طرفداران پیلسودسکی برای داشتن یک رئیس‌جمهور قوی را در خود داشت بسیار دیر تصویب شد، زیرا پیلسودسکی در همان سال فوت نمود. اما قانون اساسی آوریل به حیات خود تا آغاز جنگ جهانی دوم ادامه داد و پس از آن در طول جنگ و پس از آن قانون اساسی دولت در تبعید لهستان بود.